# Roland Faber
Roland Faber (* 8. August 1960 in Korneuburg) ist Theologe und Hochschullehrer.

## Leben
Faber studierte Theologie, Philosophie, Psychologie und Pädagogik. An der Universität in Wien arbeitete er 1981 zunächst als Studienassistent und 1988 als Universitätsassistent am dortigen Institut für Dogmatische Theologie und Dogmengeschichte. Seine Diplomarbeit hatte 1985 Die Neue Zukunft Gottes zum Thema; seine Dissertation beschäftigte sich 1992 mit dem Selbst-Einsatz Gottes.
Von 1995 bis 1996 hielt sich Faber zum Studium der Philosophie Alfred North Whiteheads in Los Angeles auf. Des Weiteren beschäftigte er sich am Center for Process Studies an der School of Theology at Claremont mit der amerikanischen Prozesstheologie.
Faber habilitierte sich 1997 mit dem Thema Prozeß, Relativität und Transzendenz. Zur Kritik prozeßtheologischer Theoriegestalt und erhielt 1998 eine Assistenzprofessur am Wiener Institut für Dogmatische Theologie. Ein Jahr später wurde er zum außerordentlichen Universitätsprofessor für Katholische Dogmatik ernannt.
1986 wurde Faber Mitglied in der Österreichischen Gesellschaft für Religionsphilosophie. Seit 1989 gehört er der Internationalen Gesellschaft für Neue Musik (IGNM) an, 1993 folgte noch die Mitgliedschaft im Internationalen Franz Schubert Institut (IFSI).
Im Jahr 2000 erhielt Faber den Kardinal-Innitzer-Förderungspreis für Theologie. 2001 nahm er seine Lehrtätigkeit an der Xavier University in Ohio auf. Gemeinsam mit Joseph Bracken widmete er sich am Institut für Systematische Theologie dem Thema Christliche Eschatologie im amerikanisch-europäischen Dialog. 2005 führte ihn sein Lebensweg erneut nach Los Angeles, wo er 2007 zum Professor of Process Theology an die Claremont School of Theology und als Professor of Religion an die Claremont Graduate University, Kalifornien, berufen wurde, wo er Theologie, Religionsphilosophie, poststrukturalistische Philosophie und Prozessdenken unterrichtet.
2007 gründete er das Whitehead Research Project, das sich der Erforschung der Philosophie Whiteheads widmet.

## Forschungsschwerpunkte
Derzeit beschäftigt sich Faber mit fünf Forschungsprojekten:
- Zeit-Theologie (Schöpfung und Eschaton);
- Transreligiöser Diskurs;
- Verhältnis von Theologie und Quantenphysik;
- Relationale Theologie als Weiterentwicklung der Prozesstheologie;
- Poststrukturalismus, insbesondere Gilles Deleuze, Judith Butler und Georges Bataille und Mystische Theologie.

## Leistungen
Faber zeigt in seiner Analyse der Prozesstheologie wie zentrale christliche Glaubenswahrheiten völlig neu interpretiert werden können, wie es eine Verbindung von Poststrukturalismus und Prozessphilosophie geben kann, die zur Entwicklung einer poststrukturalistischen Prozesstheologie führt und einer Auslegung von Whiteheads Philosophie im Lichte von Gilles Deleuze.

„Prozesstheologie ist Theopoetik, d. h. eine Theologie der Perichorese (der gegenseitigen Durchdringung von allem), in welcher das Universum das kreative Abenteuer Gottes darstellt und Gott das Ereignis kreativer Transformation der Welt. Im Netz der Verwobenheit - im Prozess - erscheint Gott als der ‚Poet der Welt‘: ihr überraschender Schöpfer (der Grund ihrer Neuheit), ihr mitfühlender Begleiter (der Grund ihrer Verwobenheit) und ihr rettender Glanz (der Grund ihrer Harmonie).“

## Werke
- Roland Faber: Der Selbsteinsatz Gottes. Zur Grundlegung einer Theologie des Leidens und der Veränderlichkeit Gottes. Echter, Würzburg 1995, ISBN 3-429-01689-4 (Zugl.: Wien, Univ., Diss., 1992).
- Roland Faber: Prozeßtheologie : zu ihrer Würdigung und kritischen Erneuerung. Matthias-Grünewald-Verl., Mainz 2000, ISBN 3-7867-2238-2 (Zugl.: Wien, Univ., Habil.Schr.).
- Roland Faber: Gott als Poet der Welt : Anliegen und Perspektiven der Prozesstheologie. Wiss. Buchges., Darmstadt 2003, ISBN 3-534-15864-4.
- Roland Faber: God as poet of the world : exploring process theologies. Westminster John Knox Press, Louisville, KY 2008, ISBN 978-0-664-23076-0 (englisch, deutsch: Gott als Poet der Welt.).
- Roland Faber: Bahá’u’lláh and the Luminous Mind: Bahá’í Gloss on a Buddhist Puzzle. In: Lights of Irfán. Vol. 18. Irfán Colloquia, Evanston, IL 2017, ISBN 978-3-942426-32-9, S. 53–106 (englisch).